# Leon Ware
Leon Ware, född 16 februari 1940 i Detroit, Michigan, död 23 februari 2017, var en amerikansk soulsångare, låtskrivare och producent. Han har sedan 1970-talet givit ut ett antal soloalbum, men även producerat album som I Want You av Marvin Gaye och arbetade med Quincy Jones på albumet Body Heat. Han bland annat skrivit låten "I Wanna Be Where You Are", som Michael Jackson hade en topp 5-hit på R&B-listan med 1972.

## Diskografi
- 1972 – Leon Ware
- 1976 – Musical Massage
- 1979 – Inside Is Love
- 1981 – Rockin' You Eternally
- 1982 – Leon Ware
- 1987 – Undercover
- 1995 – Taste the Love
- 2001 – Candlelight
- 2003 – Love's Drippin'
- 2004 – Deeper
- 2004 – A Kiss in the Sand
- 2008 – Moon Ride
- 2012 – Candlelight